# Enoplognatha intrepida
Enoplognatha intrepida är en spindelart som först beskrevs av Thorwald Julius Sørensen 1898.  Enoplognatha intrepida ingår i släktet Enoplognatha och familjen klotspindlar. Inga underarter finns listade i Catalogue of Life.